# The Adventures of Mark Twain
The Adventures of Mark Twain is een Amerikaanse biografische film in zwart-wit uit 1944 onder regie van Irving Rapper. De film, met Fredric March in de titelrol, vertelt het levensverhaal van schrijver Mark Twain. Destijds werd hij niet in Nederland uitgebracht.

## Verhaal
Op een nacht in 1835 is de komeet Halley vanaf de aarde met het blote oog waarneembaar. Op deze avond wordt Mark Twain in een klein dorpje in Missouri geboren onder de naam Samuel Clemens. Als klein jongetje speelt Samuel samen met zijn vrienden Tom Sawyer en Huckleberry Finn op de Missouri-rivier en is geïmponeerd door de stoomboten die regelmatig langsvaren. Zijn moeder hoopt dat Samuel aan de slag gaat in een winkel, maar hij loopt als tiener weg van huis om op een stoomboot te werken. Ondanks een slecht begin wordt hij uiteindelijk behoorlijk vakkundig. 
Op een avond schiet hij Charles Langdon te hulp die op dat moment wordt beroofd en raakt bevriend met hem. Charles deelt met Samuel een foto van zijn zus Olivia en Samuel is op slag verliefd. Daarop stopt hij met zijn baan als kapitein en reist af naar het westen om zilver te zoeken. Hij heeft echter geen succes en accepteert daarom een baan als lokale verslaggever in die regio. Op een dag wordt hij uitgedaagd tot een duel kikkerspringen en schrijft hier later een verhaal over dat veel lezers trekt. 
Na het uitbreken van de Amerikaanse Burgeroorlog voegt Samuel zich bij de Confederatie. Hij haalt het strijdveld echter niet: zijn verhaal over kikkerspringen is zo populair, dat hij tourend het hele land doortrekt. Onder zijn bewonderaars zijn talloze figuren uit de high society, maar Samuel heeft enkel oog voor Olivia, die ook een lezing van hem bijwoont. Hoewel haar vader Jervis geen fan is van Samuel, krijgt hij toestemming om met haar te trouwen. In deze periode schrijft hij verscheidene boeken die stuk voor stuk een groot publiek bereiken. Wanneer zijn zoon echter plotseling overlijdt, zet hij een punt achter zijn loopbaan. Olivia overtuigt hem om, als ode aan hun zoon, nog eenmaal een boek te schrijven. Samuel brengt dit boek uit onder de titel De lotgevallen van Tom Sawyer.
Ondanks zijn succes als auteur, maakt Samuel een reeks financiële misstappen en verliest zijn fortuin. Om geld te verdienen accepteert hij een aanbod om een wereldtour te doen. Hij lost uiteindelijk zijn schulden af, maar zijn geluk duurt maar kort: Olivia komt te overlijden. Samuel sterft uiteindelijk in 1910, op een avond dat komeet Halley weer vanaf de aarde zichtbaar is.

## Rolverdeling
| Acteur          | Personage                     |
| --------------- | ----------------------------- |
| Fredric March   | Mark Twain (Samuel Clemens)   |
| Alexis Smith    | Olivia "Livy" Langdon Clemens |
| Donald Crisp    | J.B. Pond                     |
| Alan Hale       | Steve Gillis                  |
| C. Aubrey Smith | George Curzon                 |
| John Carradine  | Francis Bret Harte            |
| William Henry   | Charles Langdon               |
| Robert Barrat   | Horace E. Bixby               |
| Walter Hampden  | Jervis Langdon                |
| Joyce Reynolds  | Clara Clemens                 |
| Whitford Kane   | Joe Goodwin                   |
| Percy Kilbride  | Billings                      |
| Nana Bryant     | Mrs. Langdon                  |

## Productie
Het kostte producten Jesse L. Lasky een jaar lang om de studio ervan te overtuigen een biografische film over Mark Twain te maken. Irving Rapper had aanvankelijk geen interesse om de regie op zich te nemen, maar veranderde van gedachten nadat hij hoorde dat Fredric March was benaderd voor de titelrol. March kreeg de rol aangeboden op aandringen van Mark Twains toentertijd enige nog levende dochter Clara Clemens Gabrilowitsch.
De rol van Olivia werd oorspronkelijk aangeboden aan Olivia de Havilland, maar dit aanbod kwam te vervallen nadat De Havilland een reeks rollen had afgeslagen.
De draaiperiode was van juli tot en met september 1942. Een release volgde pas twee jaar later, omdat de studio voorkeur gaf aan het uitbrengen van films over de Tweede Wereldoorlog.

## Prijzen en nominaties
| Jaar | Prijs  | Categorie               | Genomineerde(n)                            | Uitslag     |
| ---- | ------ | ----------------------- | ------------------------------------------ | ----------- |
| 1945 | Oscars | Beste Productieontwerp  | John Hughes Fred M. MacLean                | Genomineerd |
| 1945 | Oscars | Beste Originele Muziek  | Max Steiner                                | Genomineerd |
| 1945 | Oscars | Beste Speciale Effecten | Paul Detlefsen John Crouse Nathan Levinson | Genomineerd |